# Zdzisław Wilkaniec
Zdzisław Wilkaniec (ur. 2 września 1941 na Wileńszczyźnie, zm. 24 grudnia 2016) – polski entomolog, pszczelnik, profesor.

## Życiorys
Rodzina po zajęciu Wileńszczyzny przez sowietów musiała opuścić rodzinne strony i w 1946 przeprowadzić się gdzie indziej. W 1959 ukończył szkołę średnią w Bydgoszczy. W 1961 rozpoczął studia na Wydziale Rolniczym Wyższej Szkoły Rolniczej w Olsztynie, by od 1962 kontynuować je na takim samym wydziale Wyższej Szkoły Rolniczej w Poznaniu. Studia ukończył w 1966 otrzymując tytuł magistra inżyniera rolnictwa (praca: "Badania nad udomowieniem trzmieli" pod kierunkiem prof. Ferdynanda Wójtowskiego).
1 października 1966 zatrudnił się w Zakładzie Pszczelnictwa Wydziału Ogrodniczego WSR w Poznaniu. Doktoryzował się w 1972 (praca: "Żywienie w hodowli trzmieli, jego wpływ na przezimowanie i przydatność samiczek do zakładania gniazd") i został adiunktem. Habilitował się 25 kwietnia 1991 (rozprawa: "Intensywność i efektywność oblotu jabłoni przez owady zapylające w zależności od formy korony i odmiany"). W grudniu 1994 został profesorem nadzwyczajnym. Od 1994 do 1997 był kierownikiem Katedry Hodowli Owadów Użytkowych Akademii Rolniczej w Poznaniu. 14 grudnia 1999 otrzymał od Prezydenta RP tytuł profesora nauk rolniczych.
Od 1990 był przez trzy kadencje członkiem Senackiej Komisji ds. Studiów. Od 1991 do 1993 pozostawał członkiem Komisji Dyscyplinarnej dla Studentów, a w latach 1993-1996 przewodniczącym Komisji ds. Studiów.
Został pochowany na cmentarzu junikowskim.

## Zainteresowania naukowe
Do jego głównych zainteresowań naukowych należą dziko żyjące błonkówki pszczołowate oraz pszczoła miodna. W tym zakresie bada bionomię i hodowlę trzmieli pszczół samotniczych, a także możliwość wykorzystania ich, jak i pszczoły miodnej, do zapylania roślin uprawianych pod osłonami oraz w uprawach sterowanych. Był współautorem podręcznika "Pszczelnictwo".
Prowadził wykłady z entomologii, zoologii, pszczelnictwa, hodowlę owadów użytkowych, hodowlę i restytucję zwierząt nieudomowionych. Jest członkiem Poznańskiego Towarzystwa Przyjaciół Nauk, International Commission for Bee Botany and Pollination, International Society of the Hymenopterologists oraz był prezesem Pszczelniczego Towarzystwa Naukowego.

## Odznaczenia
Został uhonorowany m.in.: Srebrnym (1981) i Złotym (1988) Krzyżem Zasługi, nagrodą ministra Nauki i Szkolnictwa Wyższego II stopnia (1985).Krzyżem Kawalerskim Orderu Odrodzenia Polski, Medalem Komisji Edukacji Narodowej